# 구례 천은사 삼장보살도
구례 천은사 삼장보살도(求禮 泉隱寺 三藏菩薩圖)는 대한민국 전라남도 구례군 광의면, 천은사에 있는 조선시대에 만들어진 불화이다. 2005년 1월 27일 전라남도의 유형문화재 제268호 구례 천은사 삼장탱화로 지정되었다. 2015년 12월 31일 대한민국의 보물 구례 천은사 삼장보살도로 지정 예고를 거쳐, 2016년 2월 22일 보물로 지정되었다.

## 개요
구례 천은사 삼장탱화는 조선후기에 조성된 탱화로 제작의 절대연대(1776년)를 알 수 있으며, 구도와 색채감이 뛰어나다. 또한 등장하는 도상의 이름이 하단에 밝혀져 있어서 삼장탱화의 도상연구에 중요한 작품이며, 불교사나 민간불교의 연구에도 중요한 자료이다. 그리고 같은 시기에 같은 작가들에 의하여 제작된 천은사 극락전 아미타후불탱화가 보물 924호로 지정되어 있는 등 천은사 삼장탱화는 여러 가지 사료적인 가치와 더불어 18세기의 우수한 불화 수준을 유지하고 있고 보존상태도 양호하여, 역사적, 예술적 가치가 있다.
천은사 극락전 향 우측 벽에 봉안된 삼장탱화는 극락전 <아미타후불탱화>와 조성연대가 같은 1776년의 작품이다. 옆으로 긴 그림으로 비단에 채색을 사용하여 그렸다. 한 화면에 좌우로 3등분하여 중앙에 천장보살을 중심으로 그 권속이 모인 천장회상(天藏會上)과 향 우측이 지지보살과 그 권속들을 그린 지지회상(持地會上), 향 좌측이 지장보살과 그 권속이 모인 지장회상(地藏會上)이 나란히 그려져 있다. 각 보살들은 중앙에 위치하고 각각의 권속들이 보살의 주변을 둘러싸고 있다. 하단에는 4개의 화기가 쓰여 있는데 하나는 불화의 조성시기와 시주자 등의 내력을 밝힌 것이고 나머지 셋은 각 회상에 참석한 성중들의 명호가 쓰여 있다. 이 참가 성중들의 명호는 조선시대 삼장탱화의 도상 명칭을 밝히는데 중요한 기록이다.
가운데 천장보살(天藏菩薩)은 청색 천의를 걸치고 장엄한 보관을 쓰고 있는데 한 손은 무릎위에 올리고 다른 한 손은 오른쪽 가슴 위에 들어 올린 모습으로 대좌위에 앉아있다. 주위에는 26명의 권속이 하단에서부터 보살의 광배 주위에 좌우대칭으로 서 있다. 하단의 명호에 따르면 교주천장보살(敎主天藏菩薩). 좌보진주보살(左補眞珠菩薩) 우보대진주보살(右補大眞珠菩薩) 사공천중(四空天衆) 십팔천중(十八天衆) 육욕천중(六欲天衆) 일월천중(日月天衆) 제성군중(諸星君衆) 오통선중(五通仙衆) 등이다.
향 우측의 지지보살은 붉은색 천의에 화려한 보관을 쓰고 있는데 무릎 위에 올린 왼손에는 경책을 들고 오른손을 천장보살과 같이 우측 가슴 앞에 올리고 있다. 주위에는 27명의 권속이 하단부터 층층이 겹쳐 그려져 있는데, 하단의 명호에 따르면 교주지지보살(敎主持地菩薩) 좌보용수보살(左補龍樹菩薩) 우보다라니보살(右補陀羅尼菩薩) 제견뢰신중(諸堅牢神衆) 제금강신중(諸金剛神衆) 제팔부신중(諸八部神衆) 제용왕신중(諸龍王神衆) 제아수라중(諸阿修羅衆) 대약차중(大藥叉衆) 나찰바중(羅刹婆衆) 귀자모중(鬼子母衆) 대하왕중(大河王衆) 등이다.
향 좌측의 지장보살은 승형 머리를 하고 그 위에 투명한 검은 색 두건을 쓰고 있는데 무릎 위에 올린 왼손에는 보주를 들고 오른손은 앞의 두 보살과 같이 우측 가슴 앞에 올리고 있는 모습이다. 주위에는 28명의 권속이 좌우대칭으로 층층이 배치되어있는데 하단의 화기에 따르면 교주지장보살(敎主地藏菩薩) 좌보도명존자(左補道明尊者) 우보무독귀왕(右補無毒鬼王) 관세음보살(觀世音菩薩) 상비보살(常悲菩薩) 용수보살(龍樹菩薩) 다라니보살(陀羅尼菩薩) 금강장보살(金剛藏菩薩) 허공장보살(虛空藏菩薩) 제일진광대왕(第一秦廣大王) 초강대왕(楚江大王) 송제대왕(宋帝大王) 오관대왕(五官大王) 염라대왕(閻羅大王) 변성대왕(變成大王) 태산대왕(泰山大王) 평등대왕(平等大王) 도시대왕(都市大王) 오도전륜대왕(五道轉輪大王) 태산부군(太山府君) 판관(判官) 귀왕(鬼王) 장군(將軍) 동자(童子) 감재(監齋) 직부(直符) 등이다.
불보살상의 얼굴은 갸름하게 둥근 형태로 얼굴에 비해 큰 코와 작은 입을 꼭 다문모습으로 표현되어 있고, 모두 장식무늬가 수놓인 의습을 걸치고 있다. 색조는 대체로 붉은색과 초록색을 주로 사용하고 파란색과 흰색으로 변화를 주고 있으며, 엷은 녹색과 주황색을 간색으로 사용하여 통일감을 주고 있다. 전체적으로 밝고 선명한 느낌을 주는 우수한 불화이다. 불화의 제작에는 신암 화련(信庵 華蓮) 내숙(來淑) 덕잠(德箴) 민휘(敏徽) 태윤(泰閏) 육원(六圓) 환종(幻縱) 태화(泰華) 유운(有云) 성잠(性岑) 성활(性闊) 보잠(普岑) 행정(幸正) 성감(惺鑑) 등이 참여하였다. 이들은 같은 해에 그려진 극락전의 <아미타후불탱화>의 제작에도 모두 참여하고 있어서 두 작품이 함께 그려졌음을 알 수 있다. 이들은 전라도 지역의 불화제작에 자주 나타나는 화승이 아니어서 다른 지역에서 초청되어 천은사 불화들을 제작한 것으로 보인다.
현존하는 삼장보살도의 상황으로 볼 때 우리나라는 18세기 중엽에서 19세기 중엽의 삼장보살도가 가장 많이 남아있고 등장인물의 수도 많아지면서 화폭의 크기도 커지고 있다. 천은사의 삼장보살탱화는 18세기 중엽에 그려지면서 그 당시 불화의 뛰어난 색감과 묘사력을 바탕으로 그려진 우수한 작품이다. 그리고 제작의 절대연대를 알 수 있고, 도상이나 구도에 있어서도 뛰어나다.

## 보물 지정 사유
천은사 삼장보살도는 1776년에 천은사 대법당(극락전)에 봉안하기 위해 제작된 삼장보살도이다. 불화의 제작에는 수화승 신암화련(信庵華連)을 비롯하여 내숙(來淑), 덕잠(德箴), 민휘(敏徽), 태윤(泰閠), 육원(六圓), 환종(幻綜), 태화(泰華), 유운(有云), 성잠(性岑), 성활(性闊), 보잠(普岑), 행정(幸正), 성감(性鑑) 등 모두 14명의 화승이 참여하였다. 신암화련은 국보 제314호 「순천 송광사 화엄경변상도」를 그린 18세기 중후반 전라남도를 중심으로 크게 활약한 화승이다.
이 불화는 수륙재의 중단의례용 불화로 제작된 것인데, 세로폭에 비해 가로 폭이 매우 넓은 중대형 불화이다. 화면의 중앙에는 천장보살과 협시 진주·대진주보살을 비롯한 권속을, 왼쪽에는 지지보살과 협시 용수·다라니보살을 비롯한 권속을, 그리고 오른쪽에는 지장보살과 협시 도명존자·무독귀왕을 비롯한 권속을 나란히 배치하였다. 각 주존 보살은 높은 수미단 위에 결가부좌하고 그 주위에 각각의 권속들이 주존을 둘러싸고 시립한 모습인데, 화면에 비하여 많은 권속들을 표현하였지만 비교적 여유 있는 화면구성을 보여준다.
조선 중기부터 제작되기 시작한 삼장보살도는 16세기 이후 많은 수의 작품들이 남아 있는데, 천은사 삼장보살도는 각 보살의 아래 화기란에 화면에 도설된 권속들의 이름을 낱낱이 기록해 놓은 유일한 자료로서 삼장보살도의 도상 연구에 기준이 되고 있다. 화기의 명칭에 의해볼 때 권속들의 명칭은 수륙재 의궤집인 『천지명왕수륙재의범음산보집』(1739년) 등에 근거하였음을 알 수 있다. 삼장보살도 도상연구에 기준이 되고 삼장보살도와 수륙재 의궤와의 관련성을 밝히는 데 중요한 자료를 제공하고 있다는 점에서 보물로 지정, 보호할 가치가 있다.

## 같이 보기
- 천은사

## 참고 자료
- 구례 천은사 삼장보살도 - 국가유산청 국가유산포털